# Kanal Ri
Kanal Ri — хорватский региональный телеканал города Риека.

## Описание
Вещает с 3 декабря 1999 года, в зону вещания входят как город Риека, так и его окрестности. Штаб-квартира находится в Старой ратуше Риеки. В сетку вещания входят разнообразные передачи, в том числе прямые трансляции с Риекского карнавала, парусной регаты «Фиумеанка», парада атлетов, концертов «Мелодии Истры и Кварнера» и так далее.

## Вещание
Вещает на 36-й дециметровой частоте в окрестностях Риеки. Передатчик на горе Учка включает в зону вещания местечки Трсат, Мартиншчица, Мала-Лошинь и Гробник. Телеканал также можно поймать на островах Црес, Крк, Раб, Лошинь. В зону вещания входят частично Истрийская и Ликско-Сеньская жупания.